# Silber Pro Cycling
El Silber Pro Cycling, (codi UCI: SPC) és un equip ciclista professional canadenc amb categoria Continental. Creat el 2011, va passar al professionalisme al 2014.

## Principals victòries
- Gran Premi ciclista de Saguenay: Matteo Dal-Cin (2015), Ryan Roth (2016)
- Winston Salem Cycling Classic: Ryan Roth (2016)
- Tour de Delta: Ryan Roth (2016)

### Grans Voltes
- Tour de França
  - 0 participacions

- Giro d'Itàlia
  - 0 participacions

- Volta a Espanya
  - 0 participacions

## Composició de l'equip
| \| Llista de l'equip 2016 \| Llista de l'equip 2016 \| Llista de l'equip 2016 \| Llista de l'equip 2016 \| \| Ciclista \| Data de naixement \| Equip previ \| \| \| --------------------------------------- \| ---------------------- \| ---------------------------------- \| ---------------------- \| \| Alexander Cataford \| 1 de setembre de 1993 \| Amore & Vita-Selle SMP (2014) \| \| \| Kris Dahl \| 7 de juliol de 1992 \| \| \| \| Matteo Dal-Cin \| 14 de gener de 1991 \| Stevens Racing-The Cyclery (2014) \| \| \| Elliott Doyle \| 20 de gener de 1994 \| \| \| \| Nigel Ellsay \| 30 de abril de 1994 \| \| \| \| Julien Gagné \| 13 de juliol de 1994 \| \| \| \| Émile Jean \| 18 de març de 2025 \| \| \| \| Michael Le Rossignol \| 18 de març de 2025 \| \| \| \| Nicolas Masbourian \| 27 de gener de 1994 \| \| \| \| Benjamin Perry \| 7 de març de 1994 \| Baguet-MIBA Poorten-Indulek (2014) \| \| \| Ryan Roth \| 10 de gener de 1983 \| Champion System (2013) \| \| \| \| \| \| \| \| Fonts: ProCyclingStats Cycling Archives \| \| \| \| |                       |                                    |  |
| Llista de l'equip 2016 |                       |                                    |  |
| Ciclista | Data de naixement     | Equip previ                        |  |
| Alexander Cataford | 1 de setembre de 1993 | Amore & Vita-Selle SMP (2014)      |  |
| Kris Dahl | 7 de juliol de 1992   |                                    |  |
| Matteo Dal-Cin | 14 de gener de 1991   | Stevens Racing-The Cyclery (2014)  |  |
| Elliott Doyle | 20 de gener de 1994   |                                    |  |
| Nigel Ellsay | 30 de abril de 1994   |                                    |  |
| Julien Gagné | 13 de juliol de 1994  |                                    |  |
| Émile Jean | 18 de març de 2025    |                                    |  |
| Michael Le Rossignol | 18 de març de 2025    |                                    |  |
| Nicolas Masbourian | 27 de gener de 1994   |                                    |  |
| Benjamin Perry | 7 de març de 1994     | Baguet-MIBA Poorten-Indulek (2014) |  |
| Ryan Roth | 10 de gener de 1983   | Champion System (2013)             |  |
| |                       |                                    |  |
| Fonts: ProCyclingStats Cycling Archives |                       |                                    |  |

| \| Llista de l'equip 2017 \| Llista de l'equip 2017 \| Llista de l'equip 2017 \| Llista de l'equip 2017 \| \| Ciclista \| Data de naixement \| Equip previ \| \| \| ---------------------------------------- \| ---------------------- \| ---------------------- \| ---------------------- \| \| Stephen Bassett \| 27 de març de 1995 \| Jamis (2016) \| \| \| Pier-André Côté \| 24 de abril de 1997 \| \| \| \| Alexander Cowan \| 19 de novembre de 1996 \| \| \| \| Kris Dahl \| 7 de juliol de 1992 \| \| \| \| Nigel Ellsay \| 30 de abril de 1994 \| \| \| \| Julien Gagné \| 13 de juliol de 1994 \| \| \| \| Émile Jean \| 18 de març de 2025 \| \| \| \| Nicolas Masbourian \| 27 de gener de 1994 \| \| \| \| Adam Roberge \| 27 de març de 1997 \| \| \| \| Ryan Roth \| 10 de gener de 1983 \| Champion System (2013) \| \| \| Marc-Antoine Soucy (13 de jul–31 de des) \| 22 de abril de 1995 \| \| \| \| Danick Vandale \| 12 de juliol de 1995 \| \| \| \| Nickolas Zukowsky \| 3 de juny de 1998 \| \| \| \| \| \| \| \| \| Font: UCI \| \| \| \| |                        |                        |  |
| Llista de l'equip 2017 |                        |                        |  |
| Ciclista | Data de naixement      | Equip previ            |  |
| Stephen Bassett | 27 de març de 1995     | Jamis (2016)           |  |
| Pier-André Côté | 24 de abril de 1997    |                        |  |
| Alexander Cowan | 19 de novembre de 1996 |                        |  |
| Kris Dahl | 7 de juliol de 1992    |                        |  |
| Nigel Ellsay | 30 de abril de 1994    |                        |  |
| Julien Gagné | 13 de juliol de 1994   |                        |  |
| Émile Jean | 18 de març de 2025     |                        |  |
| Nicolas Masbourian | 27 de gener de 1994    |                        |  |
| Adam Roberge | 27 de març de 1997     |                        |  |
| Ryan Roth | 10 de gener de 1983    | Champion System (2013) |  |
| Marc-Antoine Soucy (13 de jul–31 de des) | 22 de abril de 1995    |                        |  |
| Danick Vandale | 12 de juliol de 1995   |                        |  |
| Nickolas Zukowsky | 3 de juny de 1998      |                        |  |
| |                        |                        |  |
| Font: UCI |                        |                        |  |

## Classificacions UCI
L'equip participa en les proves dels circuits continentals i principalment en les curses del calendari de l'UCI Amèrica Tour. Aquesta taula presenta les classificacions de l'equip als circuits, així com el seu millor corredor en la classificació individual.
UCI Amèrica Tour
| Temporada | Classificació per equips | Millor ciclista en la classificació individual |
| --------- | ------------------------ | ---------------------------------------------- |
| 2014      | 17è                      | Ryan Roth (31è)                                |
| 2015      | 9è                       | Ryan Roth (23è)                                |
| 2016      | 2n                       | Ryan Roth (14è)                                |
| 2017      | 9è                       | Ryan Roth (31è)                                |

UCI Àsia Tour
| Temporada | Classificació per equips | Millor ciclista en la classificació individual |
| --------- | ------------------------ | ---------------------------------------------- |
| 2016      | 64è                      | Ryan Roth (187è)                               |